# ارب میدو
اِرب میدو (انگلیسی: Herb Meadow؛ ۲۷ مهٔ ۱۹۱۱ – ۱ مارس ۱۹۹۵) تهیه‌کننده تلویزیونی و فیلم‌نامه‌نویس اهل ایالات متحده آمریکا بود.